# Slufter

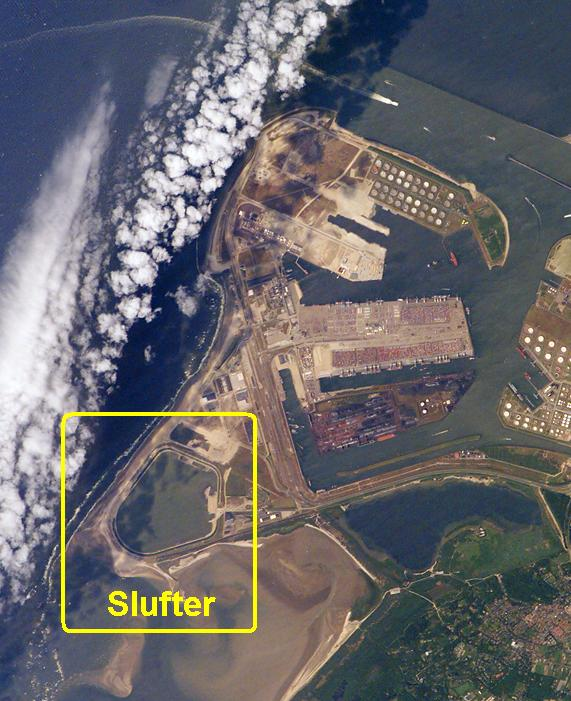
De Slufter op de Maasvlakte. (foto genomen op 28 mei 2005)

Een slufter is een getijdengebied waarbij zout water vanuit zee onder invloed van het getij door een geul in de duinen het land binnen kan dringen. In de strikte zin gebeurt dit niet telkens bij hoogwater, maar enkel bij springtij (in combinatie met hevige wind uit zee). Hiermee krijgen de duinen ook aanvoer van vers zand. Er ontstaat een levendig duinengebied met begroeide en onbegroeide delen, droge en natte, kalkrijke en kalkarme, humusrijke en humusarme grond. Deze overgangen leveren een kenmerkende flora, vegetatie en fauna op.

## Voorbeelden
- De Slufter in het Nationaal Park Duinen van Texel in Nederland
- Het Zwin in België
- De slufters van natuurreservaat De Westhoek in De Panne
- De Verdronken Zwarte Polder in Zeeuws-Vlaanderen